# スウィート・ヘル
『スウィート・ヘル』（原題:Sweet Virginia）は2017年に公開された米加合作のスリラー映画である。監督はジェイミー・M・ダグ、主演はジョン・バーンサルが務めた。

## 概略
アラスカ州の田舎町。3人が殺される事件が突如として発生し、平穏ではあるが退屈な日々を送っていた町民たちを震撼させた。犯人のエルウッドはその町に暮らすリラから「浮気した夫を殺して欲しい」との依頼を受け、それを実行に移したところ、期せずして関係のない2人を殺してしまったのである。リラは夫の遺産でエルウッドに報酬を払おうとしたが、夫が借金まみれであったことが発覚し、報酬を払えない状態に陥った。焦ったリサは「もう少しだけ支払いを待って欲しい」とエルウッドに言った。その言葉を聞いたエルウッドはスウィート・バージニアというモーテルで報酬を待つことにした。
スウィート・バージニアを経営するサムはロデオで名を馳せたが、体へのダメージが深刻なものになってきたため、若くして引退せざるを得なかった。ほどなくして、エルウッドは自分が観戦したロデオ大会にサムが出場していたことに気が付いた。人生が上手く行っていないという共通点もあって、2人はあっという間に意気投合した。この時点で、サムはエルウッドがアウトローであることを知らなかった。エルウッドの素性を把握したとき、サムはある決断を下すのだった。

## キャスト
- ジョン・バーンサル - サム・ロッシ
- クリストファー・アボット - エルウッド
- イモージェン・プーツ - リラ・マッケイブ
- ローズマリー・デウィット - バーナデット・バレット
- オデッサ・ヤング - マギー・ラッセル
- ジャレッド・アブラハムソン - ポール・アンダーソン
- ジョセフ・ライル・テイラー - トム・バレット
- ジョナサン・タッカー - ミッチェル・マッケイブ
- ガブリエル・ローズ - ローズ・ミラー
- ダーシー・ローリー - マーティ
- スコット・A・マクギリヴレイ - ロイド・ストザース
- ゲイリー・チョーク - ロウ・ホプキンス

## 製作
2016年8月22日、イモージェン・プーツ、クリストファー・アボット、ジョン・バーンサルらが本作に出演することになったと報じられた。

## 公開・興行収入
2017年4月21日、本作はトライベッカ映画祭でプレミア上映された。5月9日、IFCフィルムズが本作の全米配給権を獲得した。10月12日、本作のオフィシャル・トレイラーが公開された。
2017年11月17日、本作は全米1館で限定公開され、公開初週末に5183ドルを稼ぎ出し、週末興行収入ランキング初登場69位となっている。

## 評価
本作は批評家から好意的に評価されている。映画批評集積サイトのRotten Tomatoesには54件のレビューがあり、批評家支持率は78%、平均点は10点満点で6.84点となっている。サイト側による批評家の見解の要約は「スマートな作品であり、出演者の演技も上々のものである。『スウィート・ヘル』は緊張感に満ちた良い雰囲気のスリラーを観客に提供している。お決まりの展開が含まれているとはいえ、同作は型どおりのスリラー映画には堕していない。」となっている。また、Metacriticには13件のレビューがあり、加重平均値は72/100となっている。